# Adams–Onís-egyezmény
A John Quincy Adams amerikai és Luis de Onís spanyol külügyminiszterek által 1819-ben megkötött Adams–Onís-egyezmény megszüntette az Amerikai Egyesült Államok és Spanyolország közötti határvitákat Észak-Amerikában, és lecsendesítette a két hatalom között növekvő feszültséget.

## Előzmények. A spanyol gyarmati hatalom gyengülése

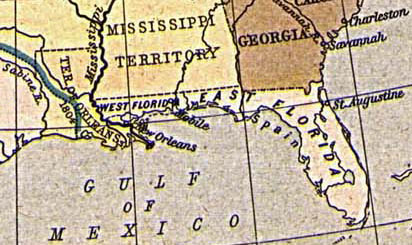
Kelet- és Nyugat-Florida

Spanyolország csak akkor kezdett hajlandóságot mutatni a határok rendezésére, amikor gyarmati hatalma gyengülni kezdett, s nyugati gyarmatain felkelésektől kellett tartania. Az amerikai Georgiából az első szeminol háború elől szökött rabszolgák, indiánok és bűnözők menekültek Spanyol Floridába. Andrew Jackson a szeminol háborúval egy időben megtámadott és elfoglalt több floridai spanyol erődöt. A Monroe-kormány néhány tagja Jackson azonnali eltávolítását követelte, mivel az erődök megtámadását a spanyol fél semmivel nem provokálta ki, ám Adams úgy látta, hogy Jackson túlkapásai kedvezőbb diplomáciai pozícióba juttatják az Egyesült Államokat. Az Újvilágban a spanyol hatalom már korábban hanyatlásnak indult, Jackson támadása most nyilvánvalóvá tették ezt.
Louisiana megvásárlása (1803) után nyilvánvaló volt, hogy spanyol területek is amerikai kézre fognak kerülni. Az üzlet érvényességégét a spanyolok megkérdőjelezték, mondván, a titkos francia-spanyol San Ildefonsó-i egyezmény értelmében Franciaországnak nem volt joga eladni ezeket a területeket. A spanyolok Louisiana pontos kiterjedését is vitatták, mivel ők az elnevezést csak a Mississippi nyugati partjára és New Orleans városára használták. Az USA szerint azonban a megvásárolt terület egész a Rio Grandéig és a Sziklás-hegységig terjedt, s így magába foglalta a spanyol Coahuila y Tejas gyarmat jó részét.

## Az egyezmény részletei
Az egyezményt 1819. február 22-én kötötték meg Washingtonban, s a ratifikálások után 1821. február 22-én lépett életbe. A szerződés az országok határait a következőképp állapította meg: a Mexikói-öbölbe torkolló Sabine folyó mentén a 32. északi szélességi körig, innen a hosszúsági kör mentén a Red folyóig, a Red folyó mentén a 100. nyugati hosszúsági körig, a hosszúsági kör mentén az Arkansas folyóig, az Arkansas folyó mentén annak forrásáig, majd a hosszúsági kör mentén a 42. szélességi körig, a Sziklás hegységen keresztül egészen a Csendes-óceánig pedig az északi 42. szélességi kör mentén. Spanyol Florida szintén amerikai kézre került (1822-ben territóriummá szervezték, 1845-ben pedig az unió 27. állama lett). Az elnyert területekért cserébe az Egyesült Államok átvállalta a területek lakosai által Spanyolországtól követelt 5 millió dollár kifizetését, és lemondott további spanyol területek iránti igényéről, különösen Texas egy kis részéről a Sabine folyótól keletre.
A benyújtott 1800 igény pontos értéke 5 454 545,13 dollár volt, de mivel az egyezményben meghatározott összeget nem lehetett túllépni, az USA arányosan 8,3%-kal csökkentette a kifizetéseket.
A spanyolok jogát Oregonra már egy 1493-as pápai bulla jóváhagyta, amely Észak-Amerika nyugati partjának gyarmatosítását a spanyolok előjogának minősítette. 1513-ban Vasco Núñez de Balboa a nyugati partokat, és az európaiként általa felfedezett „déli tengert” (a Csendes-óceánt) a spanyol korona nevében birtokba vette. A késői 1700-as években a spanyolok igyekeztek megszilárdítani ezt a 250 éves igényt és kihelyezett katonai-kereskedelmi posztot hoztak létre a mai Brit Columbiában, valamint a mai Alaszkát is uralmuk alatt álló területnek tekintették. Az Adams–Onís-egyezmény értelmében az Oregon iránti igény is az Egyesült Államokat illette meg.

## Későbbi problémák az egyezménnyel
Az egyezményt a spanyolok 1820-ban ratifikálták, míg az Egyesült Államok csak 1821-ben. Ebben az időben Spanyolországot lefoglalta a mexikói függetlenségi háború (1810-1821). Mexikó 1831-ben szintén ratifikálta a szerződést, de a függetlenné váló Texas pontos határát vitatta. A Mexikó által el nem fogadott velascói szerződések a Rio Grandét nevezték meg határfolyóként, Mexikó azonban az északabbra lévő Nueces folyóig terjedő területre is igényt tartott. A határvita volt a mexikói-amerikai háború egyik oka.